# Grupo Novo Rock
GNR (Grupo Novo Rock) — португальская музыкальная группа, исполняющая в стиле поп-рок, сформированная в Порту в начале 1981 года Алешандри Суаресом (вокал, гитара), Витором Руа (гитара) и Толи Сезаром Машаду (ударные).
В настоящее время в состав группы входят Толи Сезар Машаду (гитара, клавишные), Жоржи Ромау (басы) и Руй Рейнинью (вокал).
Язык песен преимущественно португальский, также в творчестве есть несколько англоязычных песен.
Были одними из выходцев так называемого течения Boom do Rock Português начала 80-х годов XX века.

## История группы

### 1980-е
Началом истории группы можно считать 1980 год, когда группа, тогда еще гаражная, репетировала в маленьком гараже. Первый состав группы: Изабел Кина (вокалистка, недолго участвовавшая в группе), Алешандри Суарес (вокал и гитара), Витор Руа (гитара) и Толи Сезар Машаду (ударные). Спустя некоторое время в состав вошел Ману Зе (басы), который уже в ту пору играл совместно с Руем Велозу.
Официально группа существует с 1981 года.
В марте 1981 года вышла первая работа группы — сингл Portugal na CEE, имевший большой успех, продав свыше 15000 экземпляров. На место ушедшего Ману Зе к группе присоединяется бас-гитарист Мигел Мегре, а в октябре того же года был выпущен второй сингл – Sê Um GNR, также имевший большой коммерческий успех. Тогда вокалистом группы был Алешандри Суарес.
В сентябре 1981 года в группе в качестве вокалиста появляется Руй Рейнинью, вместо Алешандри Суареса, который играл с тех пор на гитаре, и группа начинает экспериментировать с другими музыкальными стилями, отличными от того, что было в первых двух пластинках.
В 1982 году GNR выпускают свой первый студийный альбом — Independança. Однако эта их работа не имела такого успеха в продажах. С этого альбома выпущен сингл Hardcore (1º Escalão). В это время в группе происходят внутренние проблемы, в результате которых из состава выходит Мигел Мегре. В августе того же года GNR участвуют в Фестивале Вилар де Моуруш. Спустя некоторое время Витор Руа покидает группу, и к ней присоединяется бас-гитарист Жоржи Ромау.
В июне 1983 года GNR записывают оригинальный макси-сингл Twistarte, и в группе играет клавишник Мануэл Рибейру.
В октябре 1984 года GNR записывают второй студийный альбом Defeitos Especiais, после выпуска которого они отправляются в тур по Испании и Франции. С этого диска выходит макси-сингл I Don't Feel Funky (Anymore).
Альбом Os Homens Não Se Querem Bonitos был выпущен в июле 1985 года с такими хитами, как Dunas и Sete Naves. Этот третий студийный приносит группе признание, популярность и успех. Группа ездит по Испании и Франции.
В сентябре 1986 года выпущен альбом Psicopátria, ставший серебряным благодаря таким темам, как Efectivamente, Pós Modernos и Bellevue. В полный кризис португальского рока GNR превосходят все ожидания, привнеся новое дыхание в португальскую музыкальную сцену. Алешандри Суарес покидает группу, и на его месте появляется Зезе Гарсия (гитара).
В январе 1988 года выходит еще один оригинальный макси-сингл группы – Video Maria, вызвавший неоднозначную реакцию у публики.
Альбом Valsa dos Detectives, выпущенный в 1989 году с такими темами, как Impressões Digitais и Morte ao Sol лишь подтверждает популярность и успех группы. Группа уже уверенно играет поп-рок, стиль её исполнения заметно отличается от того, что они играли в начале своей карьеры.
В сентябре 1989 года выходит в свет книга Afectivamente GNR, написанная Луисом Майу.

### 1990-е
С 30 апреля по 1 мая 1990 года в концертном зале "Колизей" в Лиссабоне GNR записывают первый живой альбом In Vivo, который позже был переиздан в соответствии с требованиями судебного иска, поданным Витором Руа. Дело в том, что Руа потребовал, чтобы в альбоме не было тех песен, автором которых он был. Этот альбом стал платиновым.
1992 год считается периодом, когда творчество GNR достигло апогея с коммерческой точки зрения после выхода очередного студийного альбома Rock In Rio Douro. Дуэты Руя Рейнинью в темах Sangue Oculto с испанским певцом Хавьером Андреу и Pronúncia do Norte с Изабел Силвештри способствовали успеху этого альбома, а также памятным концертам GNR, которые они дали на стадионе Жозе Алваладе. Впервые группе удается собрать на стадионе публику в 40 000 зрителей. Альбом был продан в 94 000 экземплярах, а также продержался 38 недель в национальном чарте, став четырежды платиновым. В этом альбоме прослеживается некий возврат к исполнению в стиле рок.
В 1994 году GNR приглашены участвовать в создании музыкального сборника Filhos da Madrugada, посвященному известному португальскому певцу и автору песен Жозе Афонсу. GNR исполнили для этого сборника песню Coro dos Tribunais. 30 июня группа вместе с другими участниками этого сборника даёт концерт на стадионе Жозе Алваладе.
В этом же году выходит их следующий студийный альбом Sob Escuta. Наиболее известная песня, вышедшая с этого альбома – сингл "+ Vale Nunca". Гитарист фламенко Висенти Амигу, был приглашен группой, чтобы исполнить партии в песне Lovenita. Зезе Гарсиа покидает группу, и его заменяет гитарист Алешандри Манайа.
В 1996 году группа отмечает 15-летие, выпустив коллекцию своих изданных ранее песен на двух дисках Tudo O Que Você Queria Ouvir - O Melhor Dos GNR («Всё, что вы хотели слушать – Лучшее из GNR»), в который, однако, вошли три неизданные ранее темы. С этого альбома вышли синглы Dunas и Corpos; последний впервые был записан для сборника песен A Cantar Con Xabarín.
Следующая оригинальная работа группы вышла в 1998 году – альбом Mosquito с такими хитами, как Tirana, Saliva и Mosquito.
1 марта 1999 года выступают вживую через Интернет, чего раньше не делал никто. В этом же году были номинированы на премию Globos de Ouro в категории «Группа года», а также приглашены для участия в создании альбома XX Anos XX Bandas в честь группы Xutos & Pontapés с песней Quando Eu Morrer. Также в этом году на компакт-диске был переиздан альбом 1985 года Os Homens Não Se Querem Bonitos.

### 2000-е
В 2000 году выходит альбом Popless, заглавная тема которого — Popless — наиболее любима радиостанциями. На эту песню снят видеоклип, подвергшийся цензуре на португальском телевидении. Последний вошел в саундтрек к фильму «Я люблю тебя, Тереза» (порт. Amo-te Teresa).
Второй сборник песен, посвященный в основном наиболее известным балладам группы, выпущен в феврале 2002 года под названием Câmara Lenta - 16 Slows Do Melhor GNR - Vol.2. В него также вошли две неизданные ранее песни Vocês и Nunca Mais Digas Adeus. Этот альбом-сборник достигает большого успеха, занимая первое место в национальном рейтинге по количеству продаж. А в конце этого же года выпущен студийный альбом Do Lado Dos Cisnes, с которого вышел один сингл — Sexta-Feira (um seu Criado).
В 2003 году GNR записывают в качестве сингла песню Canadádá (с альбома Do Lado dos Cisnes) в живом исполнении. В выпуске этого сингла принял участие также Паулинью Мошка. В этом же году компания EMI записывает сборник на двойном компакт-диске Rock In Rio Douro - Popless с переизданными песнями этих двух альбомов.
В 2006 году группа GNR отмечает 25 лет карьеры. В марте выпущен альбом Revistados 25-06 с песнями группы GNR, исполненными различными звездами португальского хип-хопа, регги и R&B, таких как NBC, Virgul (Da Weasel), Expensive Soul, Melo D, Guardiões do Subsolo и другие. В продолжение 25-летнего юбилея группа издает на двух компакт-дисках сборник O Melhor dos GNR - ContinuAcção - Vol.3 с неизданной ранее темой Continuação и ремейком песни Quero Que Vá Tudo Pró Inferno Роберту Карлуша. Также в честь 25-летия карьеры переиздан на двойном компакт-диске первый альбом 1982 года — Independança, в который, помимо этого, дополнительно вошли песни с первых трех синглов: Portugal na CEE, Sê um GNR и Twistarte.
В 2008 году, 18 апреля, происходит значимое выступление в истории группы: GNR поднимаются на сцену Атлантического павильона вместе с симфоническим ансамблем Национальной Республиканской Гвардии, чью аббревиатуру на португальском — GNR — повторила группа. Такое совпадение долгое время вызывало различные дискуссии в народе, а это памятное совместное выступление двух ансамблей под руководством подполковника Жасинту Монтезу свело эти дискуссии на нет.
Другой сборник, Grandes Êxitos - GNR, изданный в 2008 году под лейблом EMI Gold, включил в себя песни, записанные в начале карьеры GNR.

### 2010-е
В июне 2010 года вышел одиннадцатый студийный альбом — Retropolitana, с которого выпущен сингл Reis do Roque.
В 2011 году группа отмечает 30-летний юбилей, отмеченный несколькими событиями:
- Альбом Defeitos Especiais (1984) переиздан на CD.
- Выпущена коллекция BD Pop Rock Português - GNR — книга, рассказывающая о лучших группах португальского поп-рока, c приложенным к ней компакт-диском с коллекцией наиболее знаменательных песен.
- GNR – Bandas Míticas — коллекция, изданная EMI e Levoir, описывающая 20 значимых музыкальных коллективов за последние 50 лет истории португальской музыки.
- Voos Domésticos — коллекция уже известных песен группы, но с новыми аранжировками, выпущенная в честь 30-летия группы. С диска вышел сингл Cais.
- GNR — Colecção 1981-2011 — ещё одна коллекция, выпущенная EMI.
- 30 Anos GNR - Manobras 1981-2011 – DVD с фотографиями с концертов группы, видеоклипами и интервью с её участниками.

В 2012 году выпущена новая коллекция — Concentrado - O Melhor dos GNR.
10 ноября 2014 года на Rádio Comercial группа представляет новый сингл – Cadeira Eléctrica. Группа отмечает новый альбом как некое возвращение в Rock in Rio Douro. А 6 марта 2015 года группа публикует на своей странице в Facebook название и список песен нового альбома, Caixa Negra, с которого и вышел сингл Cadeira Eléctrica.

## Дискография

### Студийные альбомы
- Independança (1982)
- Defeitos especiais (1984)
- Os homens não se querem bonitos (1985)
- Psicopátria (1986)
- Valsa dos detectives (1989)
- Rock in Rio Douro (1992)
- Sob Escuta (1994)
- Mosquito (1998)
- Popless (2000)
- Do lado dos cisnes (2002)
- Retropolitana (2010)
- Caixa Negra (2015)

## Участники

### Действующие
- Руй Рейнинью — вокал (1981-настоящее время)
- Жоржи Ромау — бас-гитара (1983-настоящее время)
- Толи Сезар Машаду — аккордеон, гитара (1980-настоящее время)
- Жоржи Оливейра — ударные (2013-2014)
- Эндрю Торренс — гитара (2006-настоящее время)
- Мигел Аморим – клавишные (2013-2014)

### Бывшие участники
- Алешандри Суареш  — гитара и первый вокалист группы (1980-1987)
- Витор Руа — гитара (1980-1983)
- Ману Зе — бас-гитара (1980-1981)
- Мигел Мегре — клавишные (1981-1982)
- Мануэл Рибейру — клавшные (1985-1989)
- Зезе Гарсиа — гитара (1987, 1988-1994)
- Телму Маркеш — гитара (1989-1997)
- Алешандри Манайа — гитара (1994-1998)
- Жуан Педру Ферраш — гитара (1998)
- Антониу Мау де Ферру — гитара (1998-2007)
- Рука (Руй Ласерда) — ударные (2006-2013)
- Угу Нову — клавишные (2006-2013)
- Изабел Кина — первая вокалистка GNR (1980)